# Park Sung-hee
Park Sung-hee (Busan, 17 de fevereiro de 1975) é uma ex-tenista profissional sul-coreana.
Park Sung-hee em Olimpíadas disputou em 1996 e 2000